# Hidròxid òxid de ferro(III)
L'hidròxid òxid de ferro(III), conegut abans com oxihidròxid de ferro, és un compost químic amb fórmula química FeO(OH) sota la forma anhidre. Es troba en l'estat d'oxidació +3. També existeix sota la forma hidratada FeO(OH)·nH₂O; el monohidrat FeO(OH)·H₂O també pot ser descrit com hidròxid de ferro(III) Fe(OH)₃. i anomenat òxid de ferro hidratat o òxid de ferro groc. Es fa servir com a pigment en cosmètics i en algunes tintes de tatuatge. També es fa servir en aquaris. S'obté per la reacció del clorur de ferro(III) amb hidròxid de sodi:
FeCl₃ + 3NaOH → Fe(OH)₃ + 3NaCl
Els oxihidròxids de ferro es troben de manera natural en els minerals goethita, akaganeïta (que rarament es troba en meteorits) lepidocrocita i feroxihita, també com siderogel i la limonita. El mineral ferrihidrita, que és un component del sòl, també hi està relacionat.